# Nilssonia (planta)
Nilssonia é um gênero extinto de planta pertencente a Bennettitales. Eram semelhante as Cicadáceas na forma de crescimento e morfologia das folhas, mas completamente diferentes nas estruturas reprodutivas. Eram encontrados em todo o planeta durante o Triássico, Jurássico e Cretácio.

## Localização dos Sítios Paleontológicos
- Austrália.
- Estados Unidos.
- China.
- No Brasil. Período Triássico Superior, na Formação Santa Maria.[5]